# KDZ1型电力动车组
KDZ1型电力动车组是中国铁路第一代交流电力动车组的实验性车型，由长春客车厂、株洲电力机车研究所、铁道部科学研究院等单位于1988年联合研制成功。现封存于长春客车厂。

## 发展历史

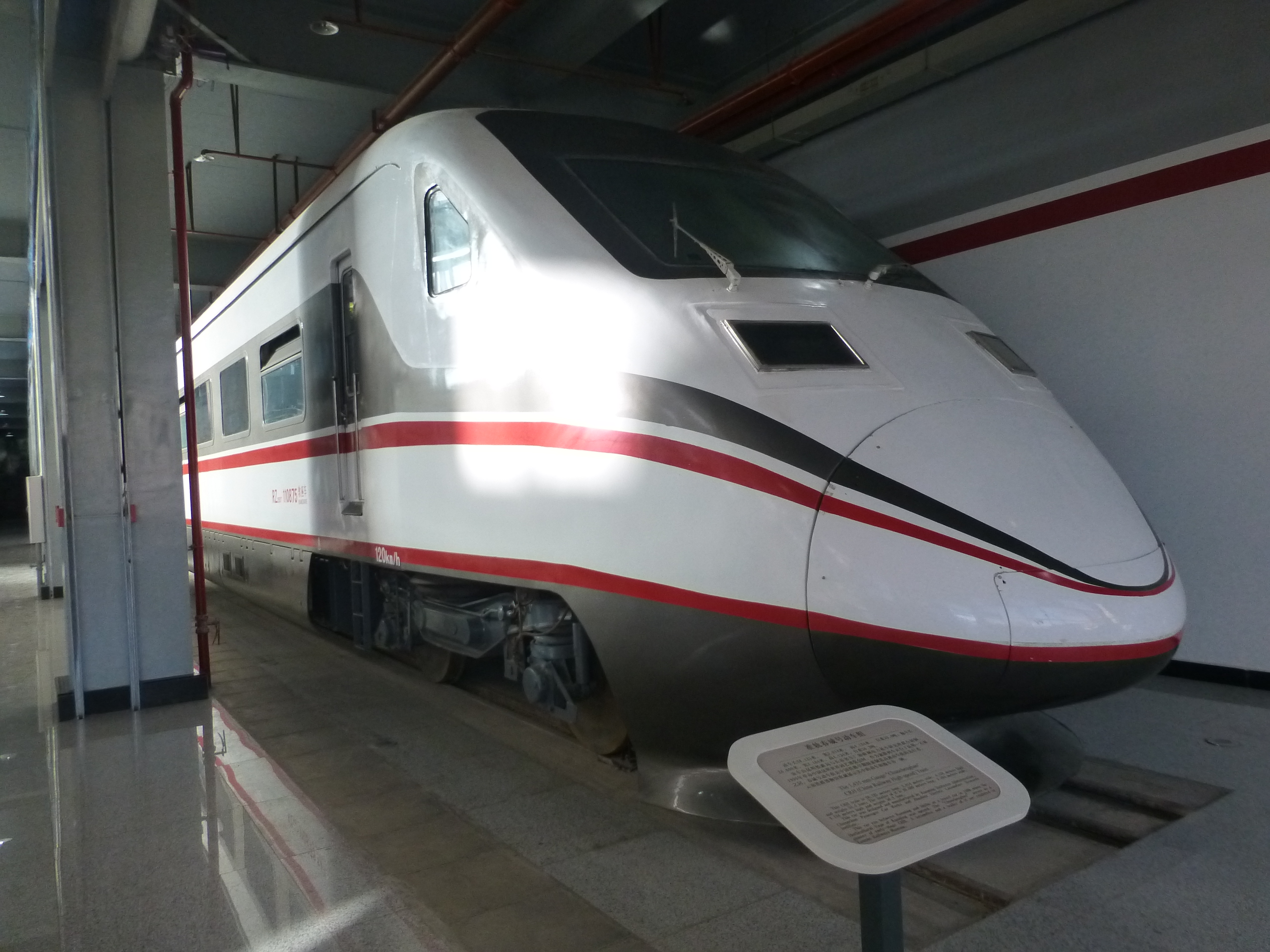
由KDZ1发展改进而来的KDZ1A型春城号电力动车组

20世纪70年代末，刚走出文革浩劫的中国，以1978年3月举行的全国科学大会为标志，逐步恢复了正常的科研工作。根据中华人民共和国铁道部十年铁路科学技术发展规划，于1978年由长春客车工厂、株洲电力机车研究所和铁道部科学研究院合作，立项研究设计电力动车组，以满足城市间中距离高速运行需要、增强客运能力。1978年5月，铁道部与相关单位召开了第一次电动车组协作会议，要求于1978年内组织一次时速160公里/小时的动力学试验，以便为研制快速电力动车组的转向架提供试验数据。
1978年12月，铁道部科学研究院、北京铁路局石家庄铁路分局、浦镇车辆厂、长春客车厂等单位合作在京广铁路石家庄至保定区段完成了动力学试验，试验车辆包括四辆22型硬座车并装用经过改造的202型、209型转向架，牵引机车为NY5型柴油机车，试验最高速度达到165公里/小时，成为当时中国铁路列车的最高速度纪录。
至1983年，电力动车组的技术设计已基本完成，并开始进入试制阶段。经过十年时间，中国第一列电力动车组于1988年9月完成组装，定型为KDZ1型，为4节编组（二动二拖），设计最高速度为140公里/小时。1989年3月，列车被送往北京环形铁道试验基地，先后进行了静态和动态调试、性能鉴定试验和试运行考核；同年7月7日，列车最高试验速度达到141公里/小时。1989年8月8日，时任中国国务院总理李鵬、国务委员宋健、鄒家華等领导到北京环形铁道视察并乘坐了KDZ1型电力动车组、25型双层客车等新型机车车辆。
KDZ1型电力动车组完成试验后，原计划配属郑州铁路局宝鸡电力机务段，投入陇海铁路西安至宝鸡间运行，但由于整备条件、技术性能等原因并没有实现。该列车最终被送返长春客车厂封存至今。虽然KDZ1型电力动车组未能投入运营，但为1999年研制成功的春城号电力动车组（KDZ1A）累积了基础和经验。

## 技术特点

### 总体结构
KDZ1型电力动车组为4节编组，由两辆带司机室的头车（无动力拖车）和两辆中间车（动车）组成，每一动一拖组成一个电气独立单元，司机可在任一司机室对全列车进行操纵。头车车顶装用受电弓和主断路器，车底装有主变压器、晶闸管整流装置、电子控制装置等设备；中间车设有平波电抗器、劈相机组和辅助电气柜，车顶设有电阻制动柜，每个车轴均为动轴及装有牵引电动机。车厢采用无中粱轻型车体钢结构，并大量采用铝合金压塑板以减轻车体自重，各车厢之间采用密接式车钩连接。4节车厢均为硬座车，座席为“2+3”布置，其中头车定员88人，中间车定员103人。

### 列车编组
| 车厢号   | 1                | 2          | 3          | 4                |
| 车型     | DYZ1 0001        | DYZ1 0002  | DYZ1 0003  | DYZ1 0004        |
| 种类     | 电动硬座车       | 电动硬座车 | 电动硬座车 | 电动硬座车       |
| 动力配置 | 〇〇 〇〇 拖车   | ●● ●● 动车 | ●● ●● 动车 | 〇〇 〇〇 拖车   |
| 动力单元 | ①                | ①          | ②          | ②                |
| 定员     | 88               | 103        | 103        | 88               |
| 其他     | 设司机室、受电弓 |            |            | 设司机室、受电弓 |

### 传动系统
KDZ1型电力动车组采用交—直流电传动，接触网导线上的25千伏单相工频交流电电流，经受电弓引入列车后经过主断路器，经过高压电缆进入车底的主变压器，交流电经过主变压器降压后进入晶闸管整流装置，将交流电转换成电压可调的直流电，向同一单元内相邻动车的牵引电动机供电。主变压器为壳式铁心全密封变压器，采用强迫导向油循环吹风冷却。整流装置采用晶闸管经济八段桥整流电路，实现相控平滑调压，并能够有较高的功率因数和较低的等效干扰电流。牵引电动机为ZQ-150型四极串励脉流牵引电动机，持续功率为150千瓦，采用1.5倍额定起动电流及1.7倍额定制动电流。

### 转向架
每节车厢装用两台二轴转向架，采用焊接构架、中央空气弹簧、牵引拉杆、无摇动台的高速转向架。